# 양상추
양상추는 상추의 재배종으로, 양배추처럼 잎이 안으로 둥글게 말려 있는 결구성(結球性) 상추이다. 결구상추라 부르기도 한다. 잎이 둥글고 넓으며, 흔히 샐러드용으로 쓴다. 양배추와 헷갈려하는 사람들이 많은데, 양배추보다는 단맛이 덜하고 식감이 덜 딱딱한 것이 특징이다.

[의령군 부림면의 특산물 양상추]
양상추는 1988년부터 지역의 소득증대의 목적으로 재배하기 시작하였고, 의령군에서도 부림면에서 양상추 시설재배를 많이 한다. 양상추는 계절과 관계없이 재배 수확하지만, 특히, 3~4월에 수확하는 양상추는 품질이 매우 좋은 편이라 전국적으로 명성이 높고 전국 최고 시세로 출하되어 농가 소득증대에도 많은 도움이 된다고 한다. 

[양상추의 재배와 특징]
양상추를 재배는 양상추의 품종이나 재배환경에 따라 조금씩 다르나 일반적인 재배과정은 다음과 같다. 주로 ①파종 ②육모 ③정식 ④재배 ⑤수확 ⑥포장 ⑦판매의 순서로 이루어진다.
양상추는 서늘한 기후에서 잘 자라기 때문에 주로 겨울철에 시설재배로 재배하고 한 해에 두 번 수확하는데, 10월에서 정식 후 11월부터 수확하는 1작기와 11월에 정식 후 4월 말까지 생산하는 2작기로 나누어진다. 양상추의 재배공간으로 하우스 안에서 가운데는 비워 있고 양옆으로 양상추를 재배하고 있는데, 이는 하우스 구조상 가운데 부분은 온도와 습도가 높아 성장속도가 빨라 수확시기를 같게 하기 위해서라고 한다.
양상추는 주로 샐러드용으로 가장 많은 소비가 이루어지기 때문에 신선도 유지를 위해 수확은 주로 새벽에 수확하고, 박스 포장 작업을 하여 전국 농산물도매시장으로 보내어진다고 한다. 

[양상추의 이용]
(좋은 양상추 고르기)신선한 양상추를 구입하는 요령으로는 잎이 밝은 연두색을 띠고 윤기가 나며, 들어 보아 묵직한 것이 속이 꽉찬 것으로 좋다. 하지만 뿌리 쪽을 살폈을 때 갈색 빛이 도는 것은 신선하지 않은 것으로 파하는 것이 좋다. 
(저장방법)양상추는 저온 저장으로 약 20일간 저장가능하며 보관할 때는 마르지 않도록 랩에 싸거나 비닐봉지에 넣어 보관하는 것이 좋다. 
(섭취방법)양상추는 날로 먹어야 영양 손실을 막을 수 있으므로, 샐러드나 샌드위치로 만들어 먹는 그대로 이용하는 것이 좋으며, 주로 육류와 함께 샐러드나 쌈으로 먹으면 음식궁합이 좋다.

## 사진 갤러리

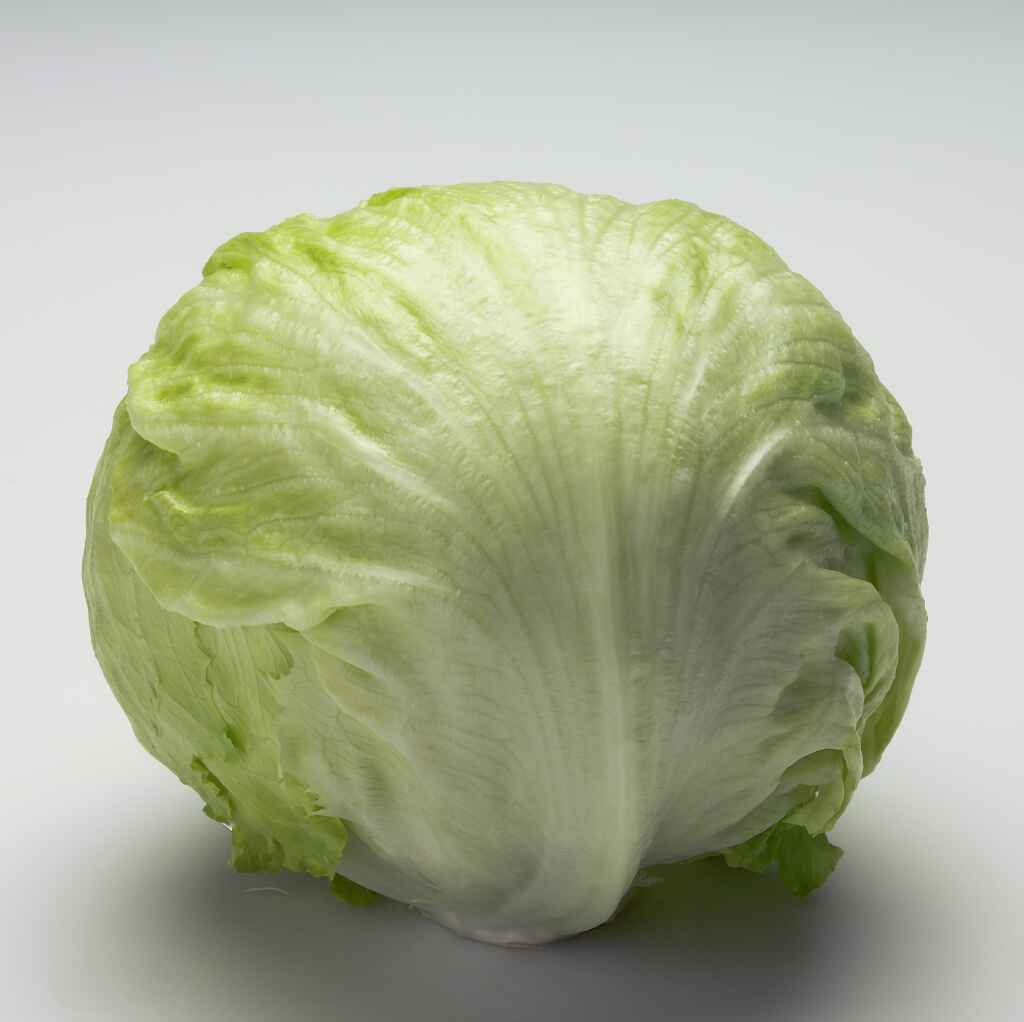
양상추 한 통
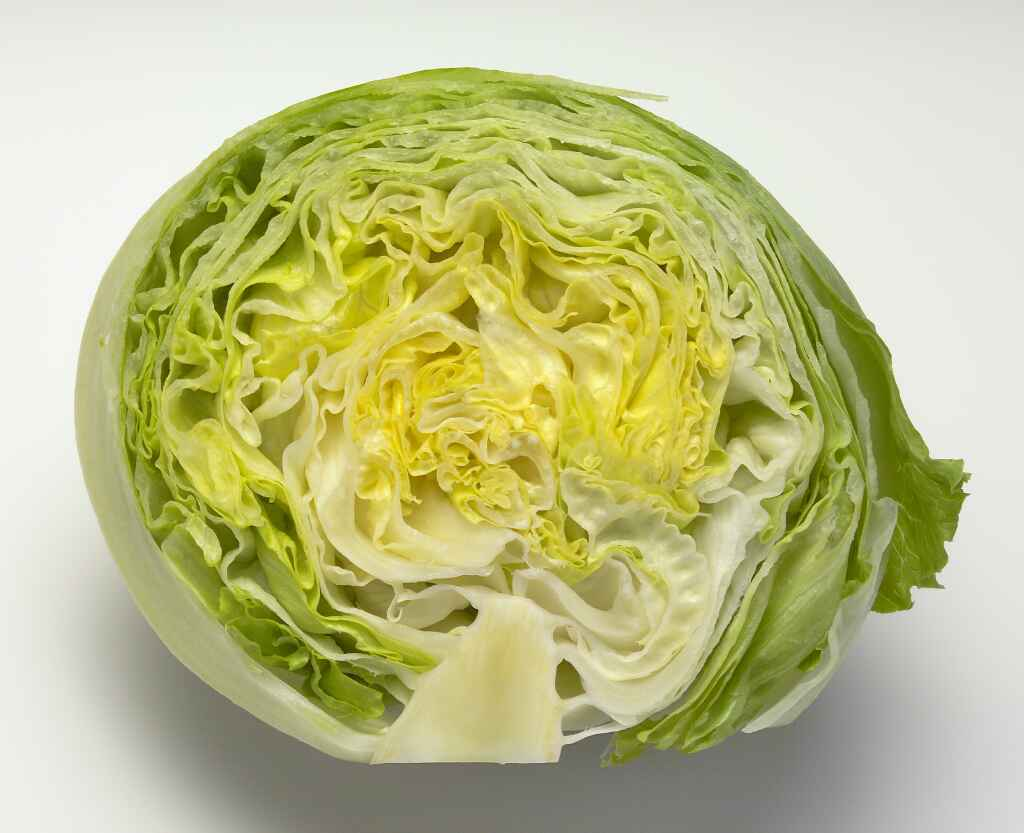
양상추 단면

## 같이 보기
- 로메인상추